# Nebušice
Nebušice (pronunciar: Nebushitse) es un distrito de Praga 6. Está situado al noroeste del centro de la ciudad. Está conectado con el centro de la ciudad por cuatro líneas de autobuses, 161, 254, 312 y 116.

## Historia
Nebušice estaba conectado a Praga en 1968, antes era un pueblo.

## Enlaces externos

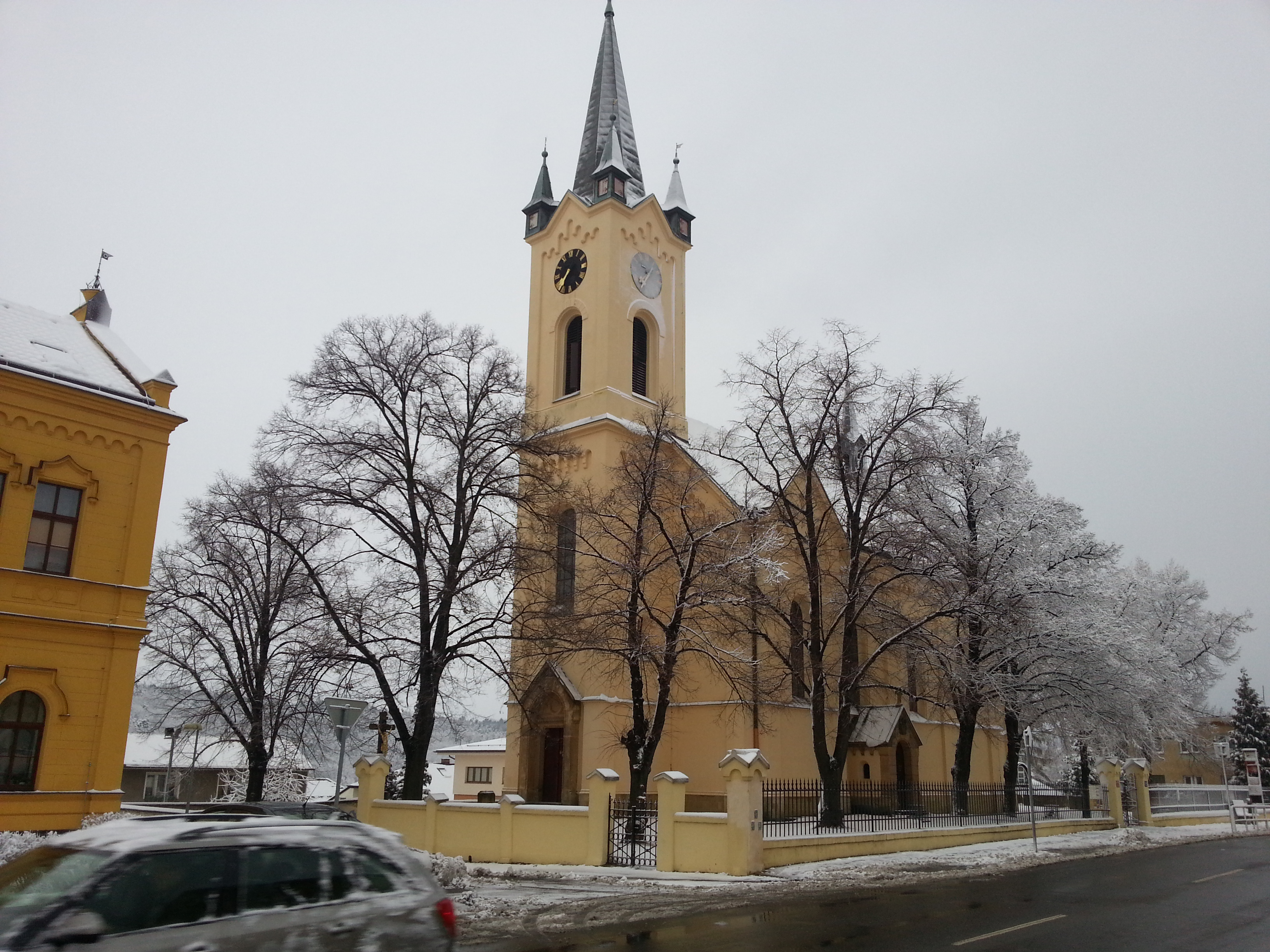